# 覚醒遅延
覚醒遅延（かくせいちえん）とは、全身麻酔ないしは鎮静下の手術終了後に、予想された時間を越えて意識や反応が回復しない状態をいう。
手術終了後に麻酔薬・鎮静薬の投与が中止されて、薬物の脳内濃度が意識を失う濃度以下になると、通常は意識が回復する。これを麻酔からの覚醒という。予想される濃度や時間で麻酔から覚醒することが多いが、これらを超えて意識や反応が回復しない状態を覚醒遅延という。

## 要因
覚醒遅延の要因は大きく患者、麻酔、手術、の3つに分けられる。

### 患者要因
1. 高齢者: 身体所見や検査から予想される以上に、身体機能や脳神経の活動が低下している可能性があるため[1]。
2. 基礎疾患、薬剤治療: 中枢神経系そのものに基礎疾患がある場合は影響を受けやすい。脳に外傷や梗塞、萎縮などの器質的疾患かある場合や、神経科・精神科疾患などがある場合で、さらに向精神薬・抗不安薬・鎮痛薬などの、麻酔薬と相互作用かある薬物治療を受けている場合は、特に影響を受けやすい[1]。
3. 代謝機能低下、排泄機能低下: 心機能・甲状腺機能低下による基礎代謝低下、肝機能低下による薬剤の代謝機能低下、腎機能低下による薬剤排泄機能低下、呼吸機能低下による吸入麻酔薬の排泄機能低下、など[2]。
4. 肥満: レミフェンタニルなど、脂肪分布の少ない薬剤が、標準体重ではなく実体重に従って投与された場合、過量投与となり覚醒遅延を引き起こす可能性がある[2]。

### 麻酔要因
1. 前投薬: ベンゾジアゼピン系が多く用いられるが、消失半減期が数時間以上のものもあるため、覚醒遅延の原因となり得る[2]。
2. 薬理学的要素: 全身麻酔中は意識を消失させる種々の薬剤を用いるため、原因の同定が難しい場合がある。相互作用による効果の増強、個人差もある。体内での分布は時間や濃度、体格などの影響を受ける。特に吸入麻酔薬では、一度覚醒したと思われても、換気量の低下があると体内に溶け込んだ薬物が血液中に再分布し、作用が再び増強することがある[2]。
3. 生理学的要素: 周術期に発生した全身の状態により、薬剤の作用そのもの、代謝や排泄に影響が生じて覚醒遅延となる場合がある。血糖値の異常や、低体温、酸塩基異常、電解質異常、低換気・過換気、脳神経障害、など[2]。

### 手術要因
1. 高度侵襲
2. 長時間: 薬剤の投与量が増えると共に、薬物の移行に時間がかかる臓器に徐々に薬物が蓄積される。蓄積された薬物は投与中止後も血液中に移行し、作用が遷延する[3]。
3. 大量出血: 潜在的に各種臓器が低灌流状態となっている場合が多い[3]。
4. 脳神経手術: 手術そのものが中枢神経系に直接的に影響を及ぼすことから、覚醒遅延の要因となる[3]。

## 対応
- 基本的には、遷延薬剤の自然消失を待つ[4]。
- 遷延している薬剤に対する拮抗薬の使用も考慮してよい。ベンゾジアゼピン系薬に対するフルマゼニルや、オピオイドに対するナロキソン、非脱分極性筋弛緩薬に対するスガマデクス、などがある[4][注釈 1]。
- 拮抗薬は投与後速やかに効果を発揮するが、作用時間が遷延薬剤の効果消失時間より短い場合、拮抗された薬剤が再び作用発現することがある。よって、覚醒遅延での拮抗薬投与は慎重でなければならず、使用後の厳重な経過の観察が必要である[4]。

## 覚醒時の興奮
覚醒時の興奮は点滴ライン、カテーテル、ドレーンの自己抜去や転落など、安全確保上の問題となる。

### 患者要因
- 小児は麻酔からの覚醒時に興奮状態となる割合が高く、覚醒時せん妄と表現されることもある[3]。
- セボフルラン・デスフルランは排泄と覚醒が速い吸入麻酔薬だが、急速な覚醒によって覚醒時興奮が起こる場合がある[3]。
- 小児は自己の置かれた環境を理解して理性的に対処することが困難なため、周術期は保護者の協力が重要になることが多い[3]。
- 強い緊張状態や精神疾患、認知症など、周囲の状況把握やコミュニケーションが困難な場合も覚醒時の興奮を引き起こす可能性がある[3]。

### 麻酔/手術要因
- 高度侵襲手術、脳外科手術は覚醒時の興奮を引き起こすことがある[3]。
- 鎮静薬は抗不安作用や意識を低下させる作用を持つが、場合によっては理性的なコントロールを失わせる脱抑制の状態となり、逆に興奮を引き起こす場合がある[3]。
- 鎮静薬や鎮痛薬の拮抗薬投与による急速な覚醒・痛みの出現によっても興奮状態となることがある[3]。

### 隠れた重大な身体異常
興奮は薬剤や精神的な影響以外に、身体異常を伴っていることがある。中枢神経系異常、呼吸器系異常、循環器系異常、血液・代謝異常などである。特に上気道閉塞・狭窄、低酸素血症、高二酸化炭素血症は重篤な後遺症を残す事態に繋がるため、迅速な診断と対応が求められる。